# Rehti
Rehti là một thị xã và là một nagar panchayat của quận Sehore thuộc bang Madhya Pradesh, Ấn Độ.

## Địa lý
Rehti có vị trí 22°44′B 77°26′Đ / 22,73°B 77,43°Đ Nó có độ cao trung bình là 303 mét (994 feet).

## Nhân khẩu
Theo điều tra dân số năm 2001 của Ấn Độ, Rehti có dân số 9741 người. Phái nam chiếm 52% tổng số dân và phái nữ chiếm 48%. Rehti có tỷ lệ 63% biết đọc biết viết, cao hơn tỷ lệ trung bình toàn quốc là 59,5%: tỷ lệ cho phái nam là 72%, và tỷ lệ cho phái nữ là 53%. Tại Rehti, 16% dân số nhỏ hơn 6 tuổi.